# Lupin III: La tumba de Jigen Daisuke
Lupin III: La tumba de Daisuke Jigen (Japonés: LUPIN THE IIIRD 次元大介の墓標;  Hepburn: Rupan Sansei: Jigen Daisuke no Bohyo?), es la séptima película que adapta la historia del manga Lupin III escrito por Monkey Punch. Dirigida por Takeshi Koike y producida por TMS Entertainment, combina los géneros de acción, comedia y aventura y fue estrenada Shinjuku Wald 9 el 4 de abril de 2012 . Esta cinta es una continuación del anime Lupin III: La mujer llamada Mina Fujiko y en ella se muestra como se construye la amistad entre Lupin y Jigen. Esta cinta salió al mercado en formato DVD y Blu-Ray el 28 de noviembre del 2014, junto a un artbook incluido en la edición limitada. La banda sonora de la cinta fue lanzada al mercado el 10 de diciembre de 2014 con un total de treinta (30) pistas.

## Argumento
La cinta se desarrolla en Doroa del Este; nación que se encuentra en conflicto político con Doroa Oeste y la cual se prepara para una escalada del conflicto y una posible guerra. La cinta fue dividida en dos partes.

### Primera parte
Lupin y Jigen se disponen a robar una joya conocida como el "Pequeño cometa"; un fragmento de cometa que cayó en Doroa del Este en la Edad Media. La policía siempre se anticipa a sus movimientos y con mucha dificultad logran escapar. En el proceso son emboscados por un implacable francotirador llamado Jael Okuzaki; quien suele grabar una lápida con el nombre de su víctima antes de matarla. Jiguen va en búsqueda del francotirador, seguido por Lupin. Al hallarlo Jiguen lo reta a un duelo, pero es fácilmente derrotado. Mientras tanto Mina Fujiko es capturada en un club secreto al intentar robar algo.

## Producción
En marzo de 2014 se anunció que Takeshi Koike, diseñador de personajes y director de animación del anime Lupin III: La mujer llamada Mina Fujiko iba a dirigir una película que continuaría esta serie derivada de televisión. Yu Kiyozono también regresara como productor de la cinta, que se centrara en el personaje de Jigen y como este se hizo socio de Lupin. Katsuhito Ishii servirá como consultor y James Shimoji será el compositor de la música. La película se dividió en dos (2) partes y tuvo una proyección limitada en el cinema Shinjuku Wald 9 el 21 y el 27 de marzo de 2014. La cinta fue lanzada al mercado en formato DVD y Blu-ray el 28 de noviembre de 2014; y esta incluía un libro de arte en su edición limitada. La banda sonora de la película fue lanzada al mercado el 10 de diciembre de 2014 con un total de treinta (30) pistas. El 21 de diciembre de 2014, Discotek Media anunció la adquisición de los derechos de distribución de la cinta en América del Norte, la cual fue renombrada Lupin the Third: Jigen's Gravestone para el mercado estadounidense. Su DVD y Blu-ray salieron al mercado el 5 de abril de 2016 incluyendo el primer doblaje original en inglés de esta compañía, realizado en coproducción con Bang Zoom! Entertainment. TMS Entertaiment habilitó las versiones dobladas y subtituladas de la película para la plataforma Hulu el 25 de abril de 2015.